# الاتحاد الوطني لكرة السلة النسائية 2001
الاتحاد الوطني لكرة السلة النسائية 2001 (بالإنجليزية: 2001 WNBA season)‏ هو موسم من الاتحاد الوطني لكرة السلة النسائية. أشرف على تنظيمه الاتحاد الوطني لكرة السلة النسائية، وكان عدد الأندية المشاركة فيه 16، وفاز فيه لوس أنجلوس سباركس.